# Technitz
Technitz ist ein Dorf und eine Ortschaft der Großen Kreisstadt Döbeln im sächsischen Landkreis Mittelsachsen. Zu Technitz gehört seit jeher sein Ortsteil Bischofswiese.

## Geographie
Das als regellose Dorfanlage gegründete Technitz liegt nördlich der Freiberger Mulde nordwestlich von Döbeln, nördlich von Schweta an den Straßen von Schweta nach Höckendorf bzw. Westewitz/Hochweitzschen. Der Ort liegt auf rund 192 m am Muldetalradweg.

## Geschichte

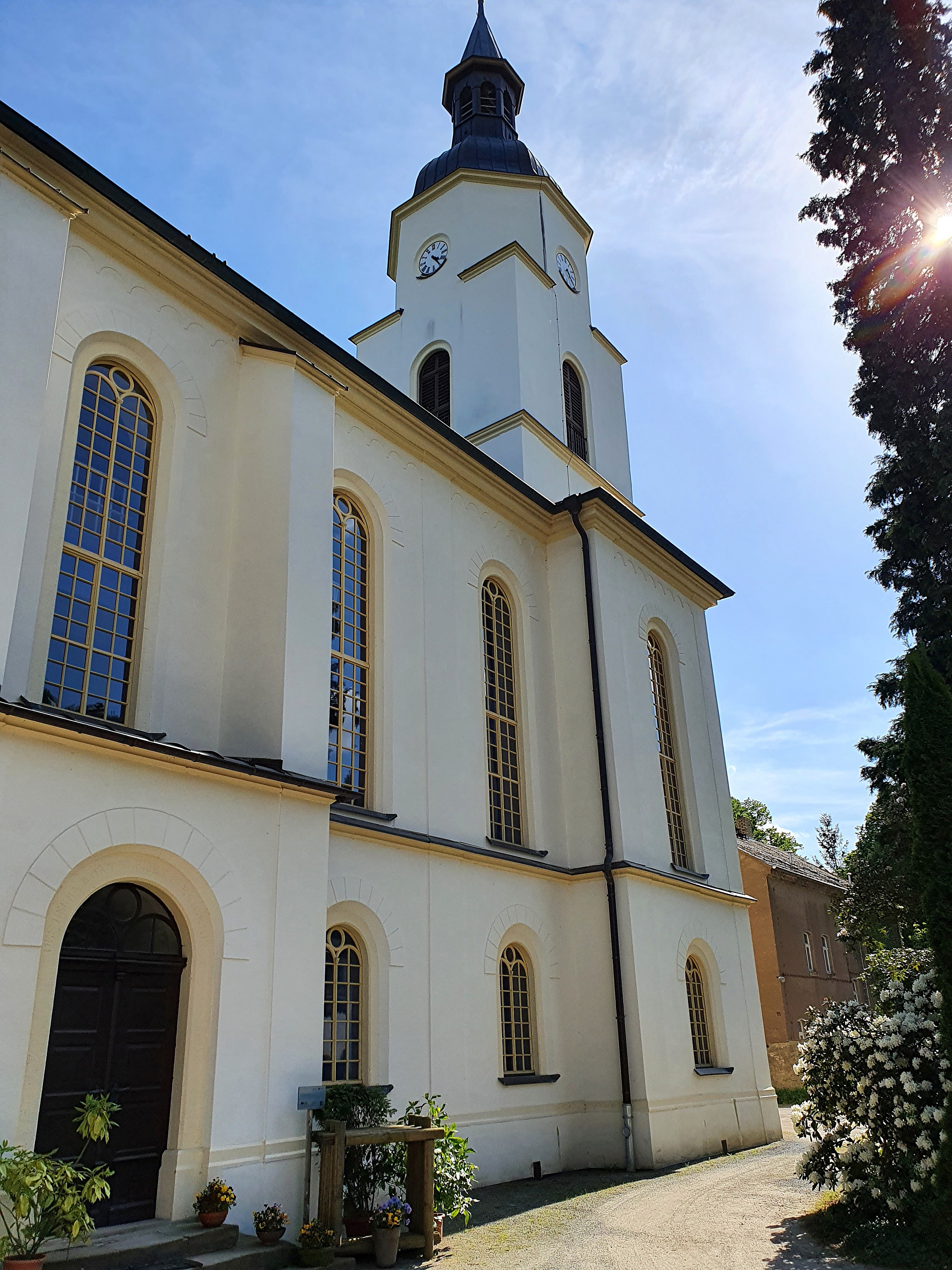
Kirche von Technitz

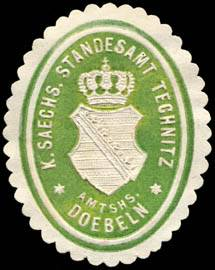
Siegelmarke des ehemaligen Technitzer Standesamtes

Technitz wurde erstmals 1313 als Peczoldus de Thechenicz erwähnt. Spätere Nennungen sind Technicz (1334), Techenicz (1466), Technitz, Dechnitz (um 1490) und Techwitz (1554). Der Ort gehörte erst zum kursächsischen Amt Meißen (1334, 1547), später zum Amt Leisnig (1696), dem Amt Oschatz (1764, 1816) und schließlich 1843 erneut zum Amt Leisnig. Spätere Kreiszugehörigkeiten sind das Gerichtsamt Döbeln, die Amtshauptmannschaft Döbeln und der (Land-)Kreis Döbeln, bis dieser 2008 im Landkreis Mittelsachsen aufging. 1936 wurde Möckwitz, 1937 Miera eingemeindet und 1967 wurde Nöthschütz von Großweitzschen nach Technitz umgewiesen. Seit 1994 gehört Technitz zu Döbeln. Technitz war dem Rittergut Schweta zugehörig. Technitz ist heute eine offizielle Ortschaft Döbelns.
| Jahr          | 1834 | 1871 | 1890 | 1910 | 1925 | 1939 | 1946 | 1950 | 1964 | 1990 |
| ------------- | ---- | ---- | ---- | ---- | ---- | ---- | ---- | ---- | ---- | ---- |
| Einwohnerzahl | 136  | 327  | 465  | 449  | 429  | 700  | 602  | 693  | 604  | 570  |

1547 bis 1551 lebten im Ort 4 besessene Mann, 2 Häusler und 15 Inwohner; 1764 6 besessene Mann und 9 Häusler. 1925 waren 426 Einwohner Lutheraner, zwei andersgläubig und ein Einwohner katholischen Glaubens.
2006 wurde in Technitz eine Wallburg entdeckt.

## Belege
1. ↑  Freistaat Sachsen - Statistisches Landesamt  Kleinräumiges Gemeindeblatt. (PDF; 983 KB) S. 5, abgerufen am 5. September 2024.
2. 1 2  Technitz – HOV | ISGV. Abgerufen am 30. Dezember 2023.
3. ↑  Große Kreisstadt Döbeln: Hauptsatzung der Großen Kreisstadt Döbeln. 13. Dezember 2019, abgerufen am 30. Dezember 2023.
4. ↑  Döbeln: Wallburg Technitz I | Sachsens Schlösser. 30. März 2013, abgerufen am 30. Dezember 2023 (deutsch).